# Uzunkaya, Güzelyurt
Uzunkaya là một xã thuộc huyện Güzelyurt, tỉnh Aksaray, Thổ Nhĩ Kỳ. Dân số thời điểm năm 2010 là 747 người.